# Зеда-Зегани
Зеда-Зегани (груз. ზედა ზეგანი) — село в Грузии, в муниципалитете Багдати в крае Имеретия, центр общины Зегани (сёла: Кведа-Зегани, Ципа).

## География
Зеда-Зегани расположена в долине реки Сакраула (правый приток Ханисскали). Высота над уровнем моря — 440 метров. Находится в 12 километрах от Багдати.

## Населения
По данным на 2014 год в селе проживало 196 человек.

### Демография
| Год переписи | Население | Мужчины | Женщины |
| ------------ | --------- | ------- | ------- |
| 2002         | 146       | 74      | 72      |
| 2014         | 196       | 96      | 100     |